# Oberonia cryptantha
Oberonia cryptantha är en orkidéart som beskrevs av Rudolf Schlechter. Oberonia cryptantha ingår i släktet Oberonia och familjen orkidéer. Inga underarter finns listade i Catalogue of Life.